# Jan Bethlen
Jan Bethlen (węg. János Bethlen; ur. 16 listopada 1613 w Kisbúnie, zm. 13 lutego 1678 w Sybinie) – syn kanclerza Farkasa Bethlena i Anny Kemény, kanclerz Siedmiogrodu za panowania Imre Thökölyego. 
Brał udział w najeździe Jerzego II Rakoczego na Polskę w czasie potopu szwedzkiego, od marca do sierpnia 1657 dowodził wojskami siedmiogrodzkimi, okupującymi wraz ze Szwedami Kraków (ok. 2 500 wojska).